# سرآیند صفحه

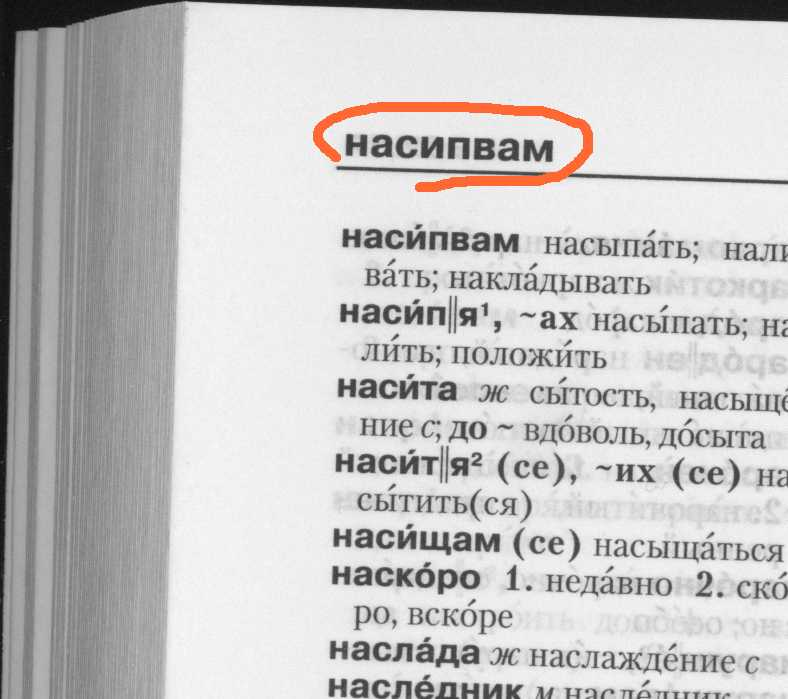
سرآیند یک فرهنگ لغت.

سرآیندِ صفحه (به انگلیسی: Page Header) اصطلاحی در فن چاپ است و به قسمتی از یک صفحه گفته می‌شود که از متن اصلی جدا است و هنگام چاپ در بالای آن قرار می‌گیرد.
برنامه‌های پردازش واژه معمولاً روش‌هایی برای ساده‌تر کردن ساخت و ویرایش سرآیندها شامل می‌شوند.
در سرآیند صفحات کتاب‌ها رسم بر این است که در سرآیند صفحهٔ سمت چپ، عنوان کتاب ذکر می‌شود، و در سرآیند صفحهٔ سمت راست، عنوان فصل و بخش‌ها می‌آید.